# Вівсяницька волость
Вівсяницька волость — історична адміністративно-територіальна одиниця Літинського повіту Подільської губернії з центром у селі Вівсяники.
У 1921 перейшла до складу новоутвореного Жмеринського повіту.

## Склад
Основні поселення волості на 1885 рік:
- Вівсяники.
- Барська Лука.
- Васютинці.
- Віниківці.
- Головчинці.
- Горбівці.
- Гришки.
- Дубово.
- Клопотівці.
- Комарівці.
- Курилівці.
- Лисогірка.
- Макарівці.
- Петрані.
- Почапинецький Майдан.
- Почапинці.
- Радівці.
- Чернелівці.

Склад волості, станом на 1903 рік:

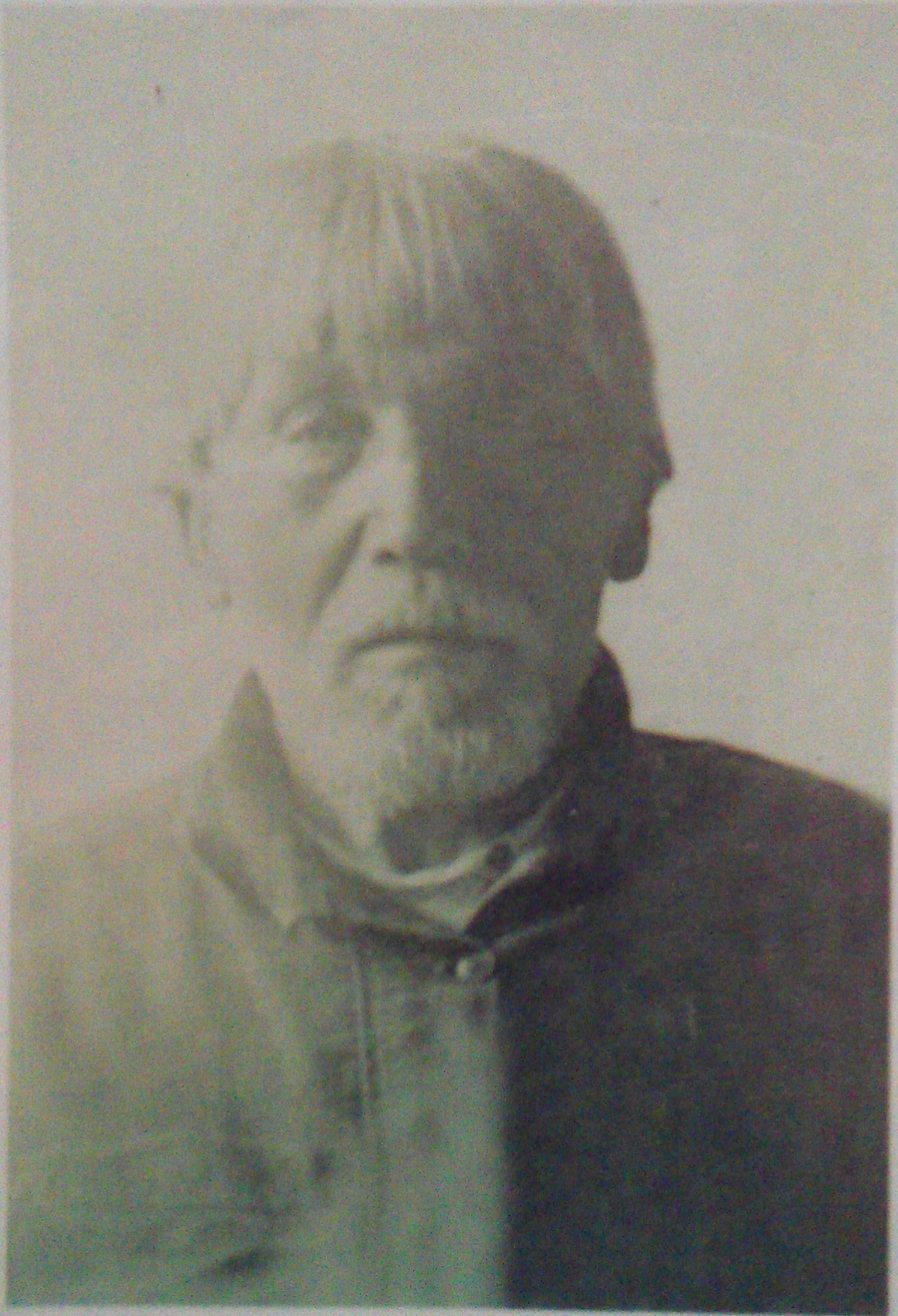
Швець Пилип Герасимович (1867–1947), останній волосний староста у Вівсянецькій волості Літинського повіту (фото з колекції В. Просюка)

- Васютинці село (належ. К. К. Лехно-Васютинской), 209 дворів;
- Вінниківці село (належ. А. С. Стемповскому), 236 дворів, аптека та фельдшерський пункт;
- Головчинецький Майдан селище (належ. Олександру Дебренандер), 28 дворів;
- Головчинці село (належ. Олександру Дебренандер), 272 двора, однокласне сільське училище та урядницький пункт;
- Гришки село (належ. Г. П. Геращинському и С. Ю. Ралле), 157 дворів;
- Гута-Чернелівецька або Чернелевецький Майдан присілок (належ. А. С. Стемповському), 65 дворів;
- Івановці присілок (належ. А. П. Плотниковій, В. С. Рожаловському, Е. Л. Рожаловському), 181 двір;
- Клопотівці село (належ. казні), 123 двора;
- Комаровецька Слобода присілок (належ. селянам), 23 двора;
- Комаровці село (належ. Н. Я. Григор'єву, О. В. Ігнатьєвій, барону М. В. фон Мейдорф), 187 дворів, паровий млин;
- Курилівці село (належ. В. Т. Гуку), 245 дворів;
- Лука Барська село (належ. приватним власникам та селянам), 330 дворів, чавунно-ливарний завод та школа грамоти;
- Макаров село (належ. А. С. Страусу), 88 дворів;
- Немітчіна сеище (належ. А. І. Френкелю та Ехнеру), 25 дворів, розташовувалися чавунно-ливарний завод та паровий млин;
- Вівсяники село (належало казні), 169 дворів. Жителей — 873 души об. п., волосна управа, церковно-приходська школа, дорожня станція, млин, два ставки, ковальня, дерев'яна церква;
- Петрані село (належ. Олексію Будніку и Худику), 127 дворів;
- Радовці село (належ. приватним власникам та селянам), 392 двора, в селі розташовувалися однокласне сільське училище, школа грамоти, паровий млин;
- Стемпова или Субочанка селище (належ. А. Волковой), 79 дворів;
- Чернелівці село (належ. Кизиміру Стемповському), 104 двора;
- Шпирки деревня (належ. С. М. Іваницькому), 50 дворів, в деревні розташовувалась школа грамоти;
- Яновка або Плоский Майдан деревня (належ. Ф. А. Венглинському), 12 дворів.